# Calizzano
Calizzano ( Caissan in ligure) è un comune italiano di 1 459 abitanti della provincia di Savona in Liguria.

## Geografia fisica

### Territorio
L'abitato di Calizzano si trova nell'alta val Bormida, nell'entroterra ligure della Riviera di Ponente, al confine tra la Liguria e il Piemonte lungo l'ampia e fertile conca del fiume Bormida di Millesimo. Il territorio comunale culmina a est con il monte Settepani, sulla Catena principale alpina, mentre ad ovest la massima quota è raggiunta dal monte Spinarda, che fa invece parte del crinale che divide la val Bormida dalla val Tanaro. La grande faggeta del Colle del Melogno raggiunge il territorio di Calizzano con la foresta detta della Barbottina, dove vi è la presenza di un grosso albero di faggio di quasi duecento anni, alto 37 m e del diametro di 347 cm; nei pressi del bosco di Rionero si trova invece un massiccio castagno di cinque metri di diametro e con oltre 250 anni di vita. Il territorio calizzanese è altresì ricco di corsi d'acqua con ben tredici sorgenti, tra queste la fonte Bauda utilizzata nell'attività d'imbottigliamento.
Attraverso il Colle dei Giovetti (912 m s.l.m.), ai confini amministrativi con Murialdo, è possibile il collegamento con la val Tanaro e Massimino, mentre il colle della Rionda mette in comunicazione Calizzano con Priola, sempre in Val Tanaro.

### Clima
Pur distando, in linea d'aria, solo 16 km dal mare, Calizzano gode di un clima temperato oceanico degradato, semi-continentale, con forti escursioni termiche giornaliere durante tutti i mesi dell'anno e moderate escursioni annuali. In gennaio la temperatura media giornaliera si mantiene di pochi decimi al di sopra dello 0 °C: le minime notturne registrano infatti valori medi prossimi ai -5 °C, ma temperature inferiori ai -10 °C si possono avere talvolta nel caso di correnti settentrionali particolarmente fredde e si hanno con una certa frequenza nelle notti serene invernali con assenza di vento a causa dell'inversione termica, soprattutto se c'è neve al suolo; le massime diurne invece si attestano mediamente sui +6 °C, anche se non sono inusuali pomeriggi più tiepidi e non sono infrequenti neppure le giornate di ghiaccio (nel 1985 il record di temperatura minima fu di -24 °C). La neve è piuttosto frequente da novembre a marzo, e durante le annate più fredde il manto nevoso può resistere tutto l'inverno.
In estate i giorni sono caldi e moderatamente afosi (certe volte con punte di oltre 30 °C), ma le notti sono sempre abbastanza fresche grazie alla notevole inversione termica di cui gode la conca dove il paese è ubicato; il mese più caldo è luglio, con una media giornaliera di circa +20,5 °C.
Temperatura media: 10,1 °C
| CALIZZANO (1970-2013)           | Mesi | Mesi | Mesi | Mesi | Mesi | Mesi | Mesi | Mesi | Mesi | Mesi | Mesi | Mesi | Stagioni | Stagioni | Stagioni | Stagioni | Anno |
| CALIZZANO (1970-2013)           | Gen  | Feb  | Mar  | Apr  | Mag  | Giu  | Lug  | Ago  | Set  | Ott  | Nov  | Dic  | Inv      | Pri      | Est      | Aut      | Anno |
| ------------------------------- | ---- | ---- | ---- | ---- | ---- | ---- | ---- | ---- | ---- | ---- | ---- | ---- | -------- | -------- | -------- | -------- | ---- |
| T. max. media (°C)              | 6    | 8    | 11   | 15   | 18   | 23   | 27   | 26   | 22   | 15   | 9    | 6    | 6,7      | 14,7     | 25,3     | 15,3     | 15,5 |
| T. min. media (°C)              | −6   | −3   | 2    | 5    | 8    | 11   | 14   | 13   | 10   | 5    | 1    | −4   | −4,3     | 5        | 12,7     | 5,3      | 4,7  |
| Giorni di calura (Tmax ≥ 30 °C) | 0    | 0    | 0    | 0    | 0    | 1    | 6    | 5    | 0    | 0    | 0    | 0    | 0        | 0        | 12       | 0        | 12   |
| Giorni di gelo (Tmin ≤ 0 °C)    | 28   | 22   | 10   | 3    | 0    | 0    | 0    | 0    | 0    | 2    | 11   | 24   | 74       | 13       | 0        | 13       | 100  |

## Storia

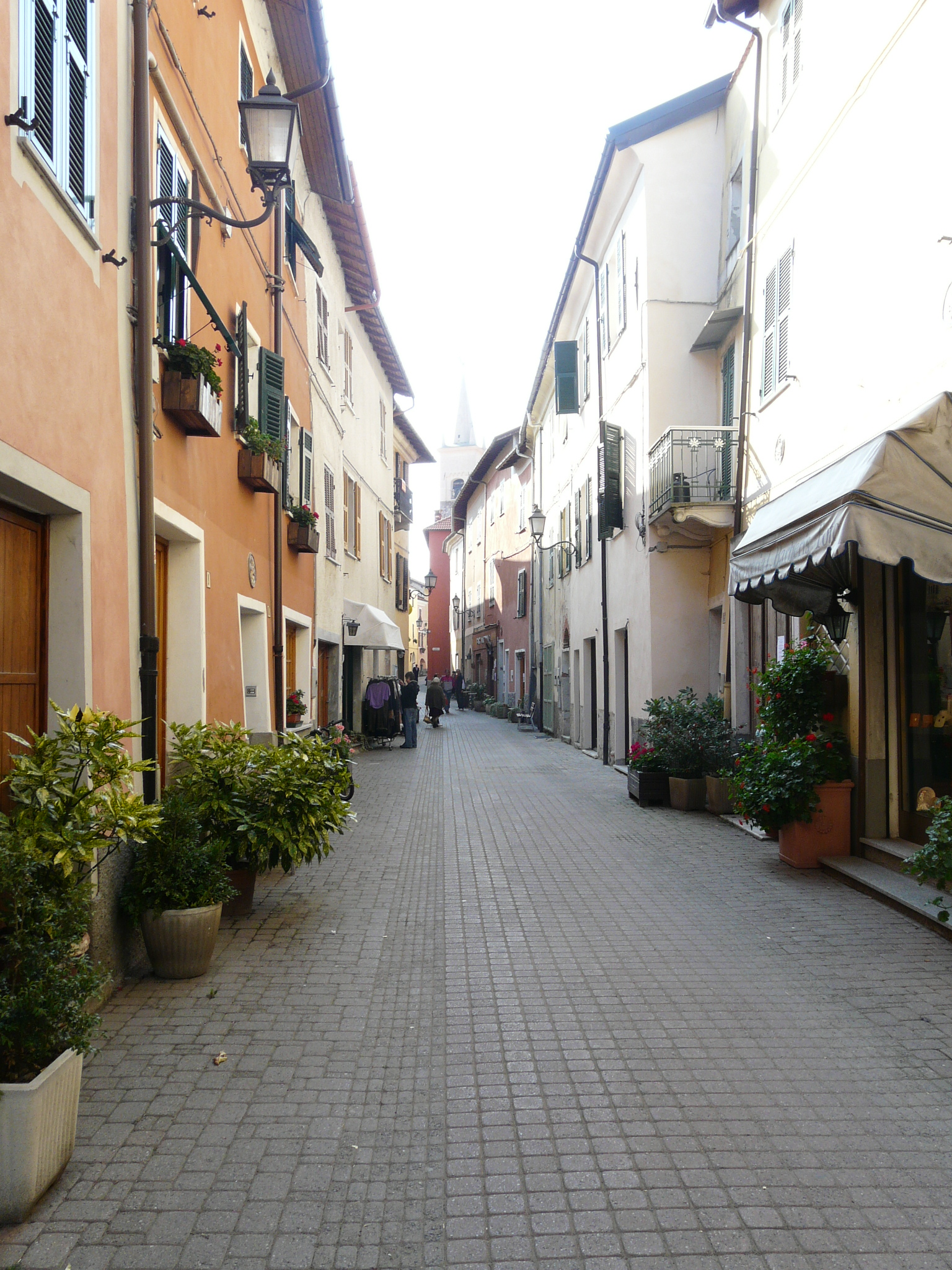
Via Giuseppe Garibaldi nel centro storico calizzanese

I primi insediamenti umani sembrerebbero risalire al Paleolitico medio, grazie al ritrovamento dei resti di un castellaro pre romano fra gli odierni centri di Calizzano e Bardineto. In epoca romana è citato con il toponimo Caliciana, (Comunitas Calitiani) insediamento di cui non rimane traccia. Nell'alto medioevo il toponimo di Calizzano, conosciuto come Caliciano, apparve solamente nel 1077 in un atto di cessione delle terre e della chiesa all'abbazia di Ferrania (Cairo Montenotte); in precedenza era sotto la giurisdizione ecclesiale dell'abbazia di San Pietro in Varatella a Toirano.
Possedimento della Marca Aleramica di Bonifacio del Vasto dal 1091, il feudo, nel 1142, venne ceduto ad Enrico I Del Carretto seguendo così le sorti del Marchesato del Finale. Nel 1335 Carlo IV di Lussemburgo confermò il dominio terriero della famiglia Del Carretto che mantenne quindi l'investitura del castello, del territorio di Calizzano e delle terre circostanti.
Nonostante un atto del 7 giugno 1444 sancì il gesto di fedeltà della popolazione calizzanese verso i marchesi Del Carretto fu proprio un componente della famiglia carattesca, Marco Del Carretto, signore di Calizzano, nella guerra di dominio tra la Repubblica di Genova e il marchesato finalese del 1447-1452, a tradire un altro componente della famiglia (Galeotto Del Carretto) stipulando una sorta di convenzione pacifica tra il borgo con la repubblica genovese. La reazione al tradimento fu tremenda; il borgo venne saccheggiato ed incendiato, il castello distrutto, costringendo alla fuga Marco Del Carretto ed i suoi cugini e scatenando una profonda crisi economica tra gli abitanti, costretti all'elemosina; l'episodio riportò il feudo calizzanese nelle mani del marchese Galeotto.
Tra il 1530 e il 1540 vennero compiute nuove opere costruttive, quali il convento dei Domenicani e la chiesa dell'Annunziata al Pasquale. Successivamente verrà ampliata, grazie all'abbattimento delle mura, anche la chiesa di San Lorenzo.
Nel 1572, a causa dell'alleanza francese del marchese Del Carretto, truppe provenienti dalla Spagna invasero il marchesato finalese e le sue terre feudali, tra cui Calizzano. La popolazione del marchesato non riuscì ad imporre resistenza, soggiogata dalla cessione del borgo a Filippo III di Spagna da parte di Andrea Forza Del Carretto. Calizzano giurò in seguito la propria fedeltà al nuovo governatore marchesale Don Pedro de Toledo e al regno spagnolo; il governatore confermò gli stessi statuti, il 27 febbraio 1603, varati dalla famiglia Del Carretto nel 1600.
Il borgo vide così "invasioni" di soldati spagnoli ed alemanni provvedendone, tra l'altro, al loro sostentamento e alloggio fino allo scoppio della peste bubbonica nel 1631, che mise in ginocchio il paese intero.

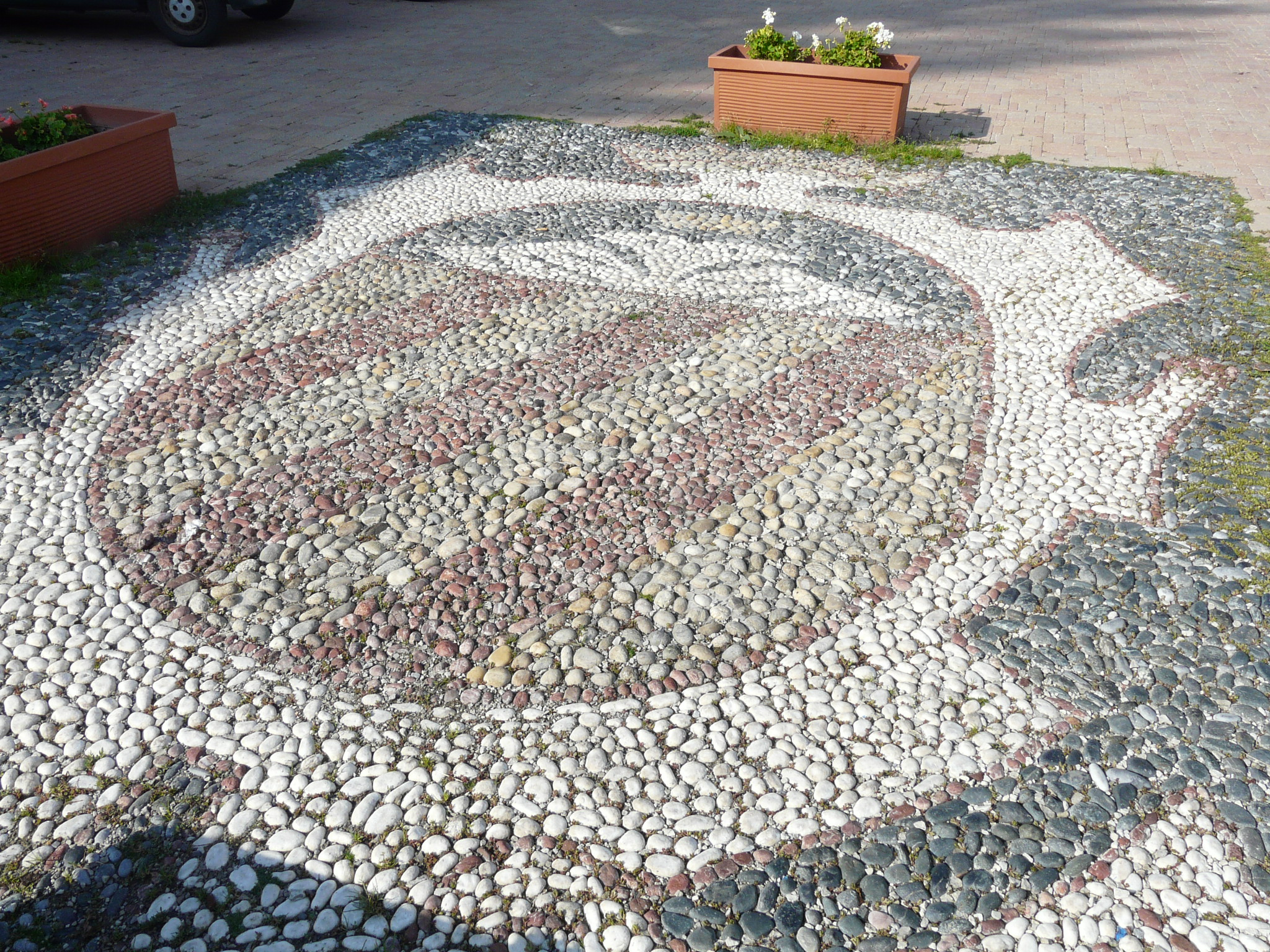
Lo stemma civico realizzato in ciottolato in una piazza del centro calizzanese

Nel 1713 il trattato di Utrecht stabilì la fine del dominio spagnolo e il conseguente passaggio del marchesato finalese alla Repubblica di Genova. Nuove guerre locali si scatenarono intorno al 1747-1748 quando truppe piemontesi, comandate dal Regno di Sardegna, cercarono di sottrarre le terre alla repubblica genovese per poi cederle alla famiglia Del Carretto. Il trattato di Aquisgrana ristabilì il dominio genovese sulle terre.
Durante l'invasione francese del 1797, comandate da Napoleone Bonaparte, il borgo subì gli scontri tra l'esercito d'oltralpe con l'esercito dell'impero austro-ungarico, divenuto possessore delle terre dopo l'occupazione di Genova e della Liguria. Negli incendi, appiccati da entrambi gli schieramenti, finirono bruciate le chiese ed il convento.
Con la dominazione francese il territorio di Calizzano rientrò dal 2 dicembre 1797 nel Dipartimento del Letimbro, con capoluogo Savona, all'interno della Repubblica Ligure. Dal 28 aprile del 1798 fece parte del X cantone, come capoluogo, della Giurisdizione delle Arene Candide e dal 1803 centro principale del V cantone delle Arene Candide nella Giurisdizione di Colombo. Annesso al Primo Impero francese dal 13 giugno 1805 al 1814 venne inserito nel Dipartimento di Montenotte.
Nel 1815 fu inglobato nella provincia di Albenga del Regno di Sardegna, così come stabilì il Congresso di Vienna del 1814, e successivamente nel Regno d'Italia dal 1861. Dal 1859 al 1926 il territorio fu compreso nel II mandamento omonimo del circondario di Albenga facente parte della provincia di Genova; nel 1927 con la soppressione del circondario ingauno passò, per pochi mesi, nel circondario di Savona e, infine, sotto la neo costituita provincia di Savona.
Dal 1973 al 30 aprile 2011 ha fatto parte della Comunità montana Alta Val Bormida.

### Simboli
Stemma
(Art. 5 dello Statuto comunale)
Gonfalone

## Monumenti e luoghi d'interesse

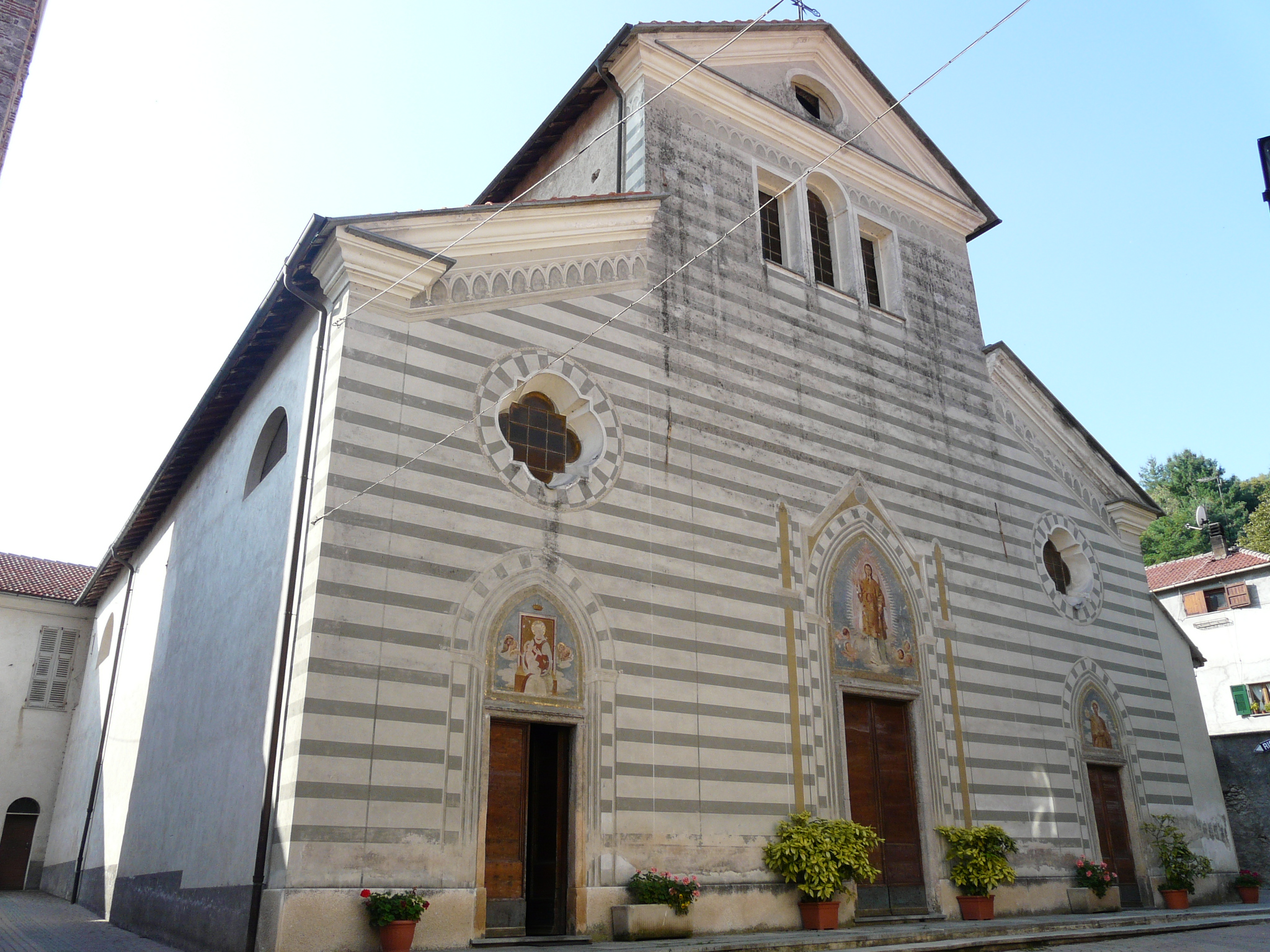
La chiesa parrocchiale di San Lorenzo di Calizzano

### Architetture religiose
- Chiesa parrocchiale di San Lorenzo nel centro storico di Calizzano. La sua costruzione risale tra il 1587 e il 1600 da una precedente ricostruzione in stile romanico. Al suo interno, sono conservate tele del XVI secolo dipinte da autori ignoti, oltre che un dipinto raffigurante la Sacra Famiglia di Domenico Piola. Gli interni sono stati dipinti nel 1909, dal pittore torinese Luigi Morgari. Sono inoltre conservati un crocifisso processionale e una statua raffigurante San Giovanni Battista della scuola di Anton Maria Maragliano. La torre campanaria, posta accanto alla chiesa, è del XIV secolo.
- Oratorio di San Giovanni Battista nel centro storico di Calizzano. Conserva al suo interno affreschi del XVII secolo.
- Cappella della Madonna della Neve in regione Barbassiria.
- Cappella dei Santi Giacomo e Filippo in regione Bosco. All'interno è conservato un dipinto dei due santi inginocchiati ai piedi della Madonna del Pilar.
- Chiesa parrocchiale di Sant'Agostino nella frazione di Caragna.
- Cappella di San Bartolomeo nella frazione di Caragna.
- Cappella di San Felice in regione Caragnetta.
- Santuario di Nostra Signora delle Grazie, già chiesa parrocchiale ed eretto forse intorno al IX secolo. Conserva un portico romanico affrescato e un campanile che ha mantenuto inalterate le linee primitive. Adiacente il locale cimitero e il Parco della Rimembranza.
- Cappella di San Bernardo in regione Frassino. Chiesa minore certamente una delle tre dipendenti da San Pietro in Varatella riconoscibile in quella di "Franzeno" (si ritiene toponimo traducibile in "Frassino") dedicata a san Bernardino da Siena dopo la predicazione in Liguria. Negli archivi ecclesiastici si trova la datazione (1527): da parte di un tale Cristoforo Fraschieri vengono donati "20 soldi".[8]

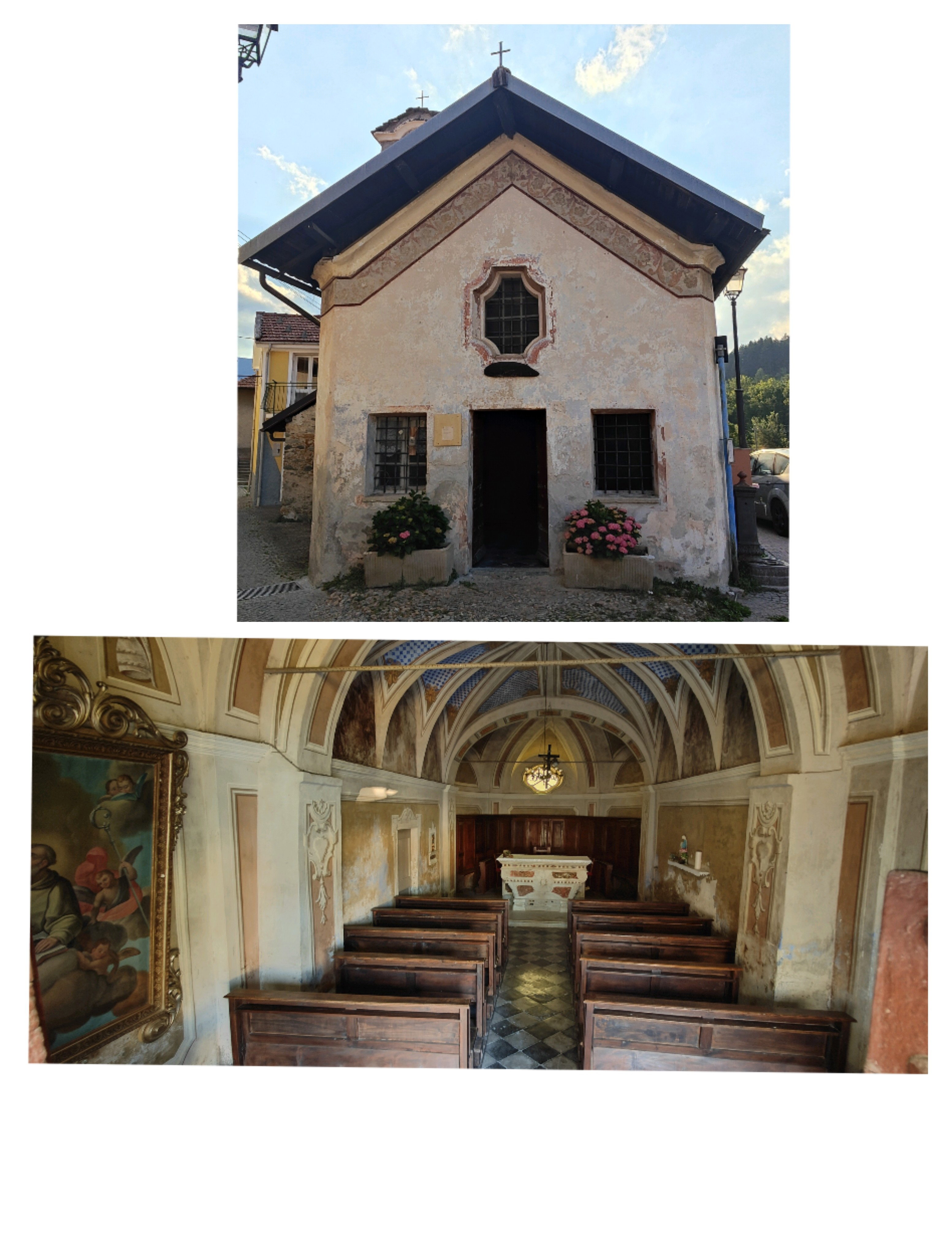
Cappella San Bernardo nella frazione di Frassino

- Cappella di Sant'Anna e San Gioacchino in regione Maritani.
- Cappella dei Santi Gervasio e Protasio nella frazione di Mereta.
- Chiesa di Nostra Signora del Rosario nella località di Pasquale, già intitolata all'Annunziata al Pasquale (dal dialetto locale "Pasquō") e voluta dal cardinale Carlo Domenico Del Carretto, edificata fra il 1530 e il 1540. Fu sede dei domenicani. All'inizio del 1799 la Repubblica Ligure mise meno alle istituzioni religiose, quindi il 7 aprile dello stesso anno i religiosi furono sfrattati. All'interno della chiesa vi è una botola marmorea sepolcrale. Nel 1801 fu incendiata dalle milizie austriache.

A salvaguardia dalle pestilenze sorsero fuori le mura diverse cappelle dedicate:
- Cappella di San Matteo in regione Riini.
- Cappella di San Rocco nella località omonima (in frazione Vetria). Venne iniziata nel 1858 dopo un'epidemia di colera in sostituzione di quella medievale posta sull'altra sponda del Bormida e all'epoca diroccata. Aperta al culto nel 1902, restaurata nel 1977. All'interno statua lignea di San Rocco.
- Cappella di San Mauro in regione Valle Superiore. A pianta rettangolare con soffitto a volta a botte, fu un importante crocevia per i viandanti e pellegrini nel Medioevo.
- Chiesa parrocchiale dei Santi Pietro e Paolo nella frazione di Vetria.
- Cappella della Confraternita di San Giovanni Battista nella frazione di Vetria.
- Cappella di San Magno in regione Zerboraglia.

### Architetture civili

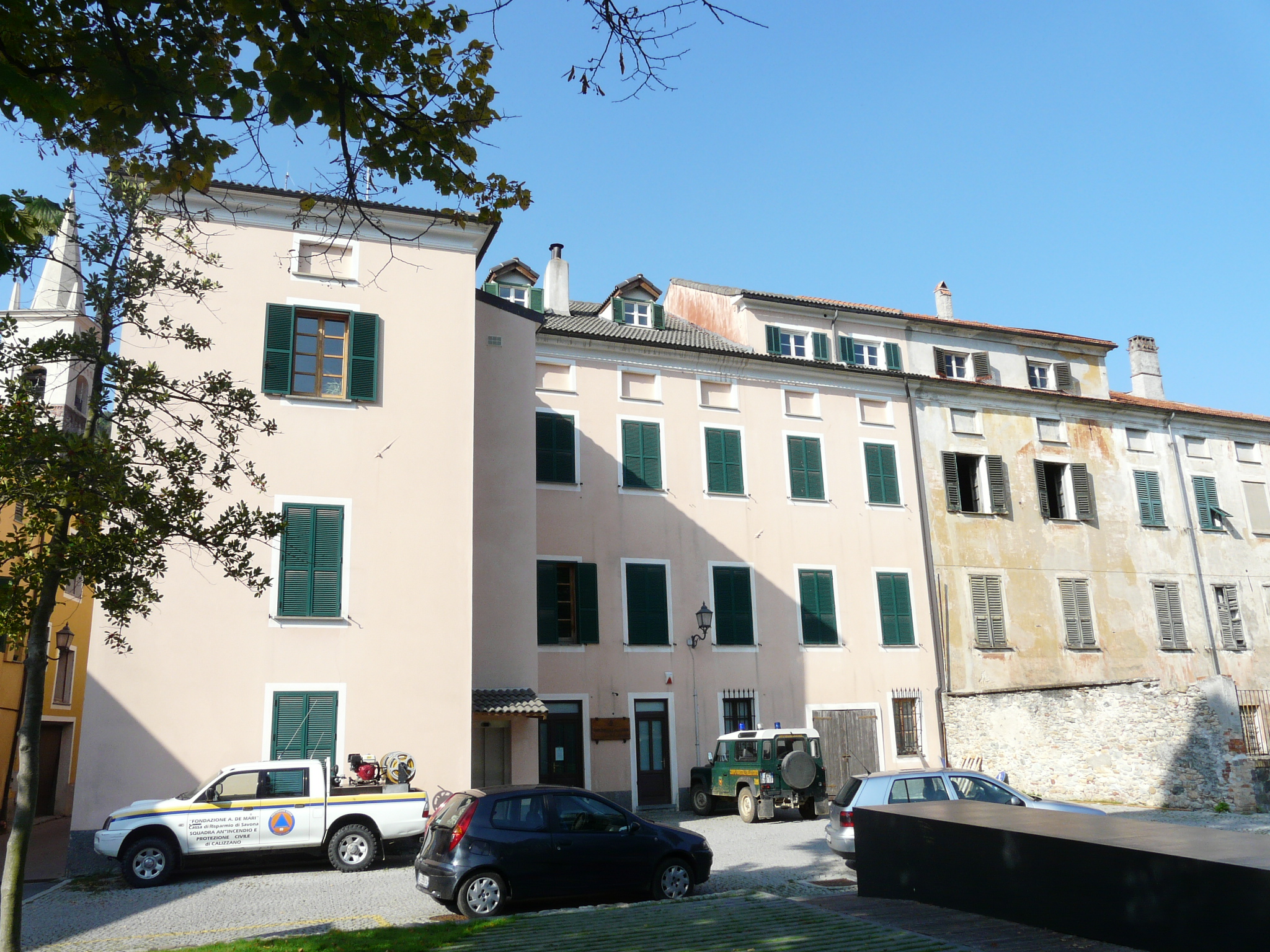
Palazzo Franchelli, sede del municipio.

- Palazzo Franchelli. Ora sede del municipio è stato costruito nel XVIII secolo. Passò ai conti Franchelli grazie al matrimonio di Maddalena di Ceva con Carlo Antonio Franchelli. I Franchelli (di antica famiglia originaria di Franclens nell'alta Savoia, passata anteriormente al 1600 a Bardineto ed infine, per predetto matrimonio a Calizzano), ospitarono, negli anni 1694-1696, ufficiali del duca di Savoia. Il 12 ottobre del 1714, vi ospitarono parte della corte della principessa Elisabetta Farnese di Parma che passava da Calizzano diretta a Finale Ligure onde andare sposa al re Filippo V di Spagna. Il palazzo, già Ceva, conserva affreschi del Biella e pregevoli mobili antichi, ha nel soffitto di un'ala e un preziosamente lavorato cornicione in bronzo dorato. Oggi è metà del Comune di Calizzano e l'altra metà dei Leale discendenti dai conti Franchelli. I Franchelli (Carlo Antonio) verso il 1698, furono nominati conti da Vittorio Amedeo II di Savoia e, verso il 1735 (Carlo Domenico) ottenne da Carlo Emanuele III di Savoia, il feudo della Franchella. I Franchelli inoltre, sono discendenti della stirpe Aleramica.
- L'accesso al borgo storico medievale di Calizzano, chiuso da mura e dominato ad ovest dal duecentesco castello carattesco, avveniva attraverso le tre porte dette "di San Rocco", "della Barbacana" e "del Mulino". La prima, rivolta verso nord, era caratterizzata da un ponte levatoio il quale permetteva il collegamento del nucleo medievale attraversando il rio di San Rocco; nella seconda, rivolta a sud, era presente una torre di guardia trasformata in seguito nell'isolato campanile della chiesa parrocchiale di San Lorenzo; la terza, verso est, conduceva il passaggio verso la villa di Frassino.

### Architetture militari

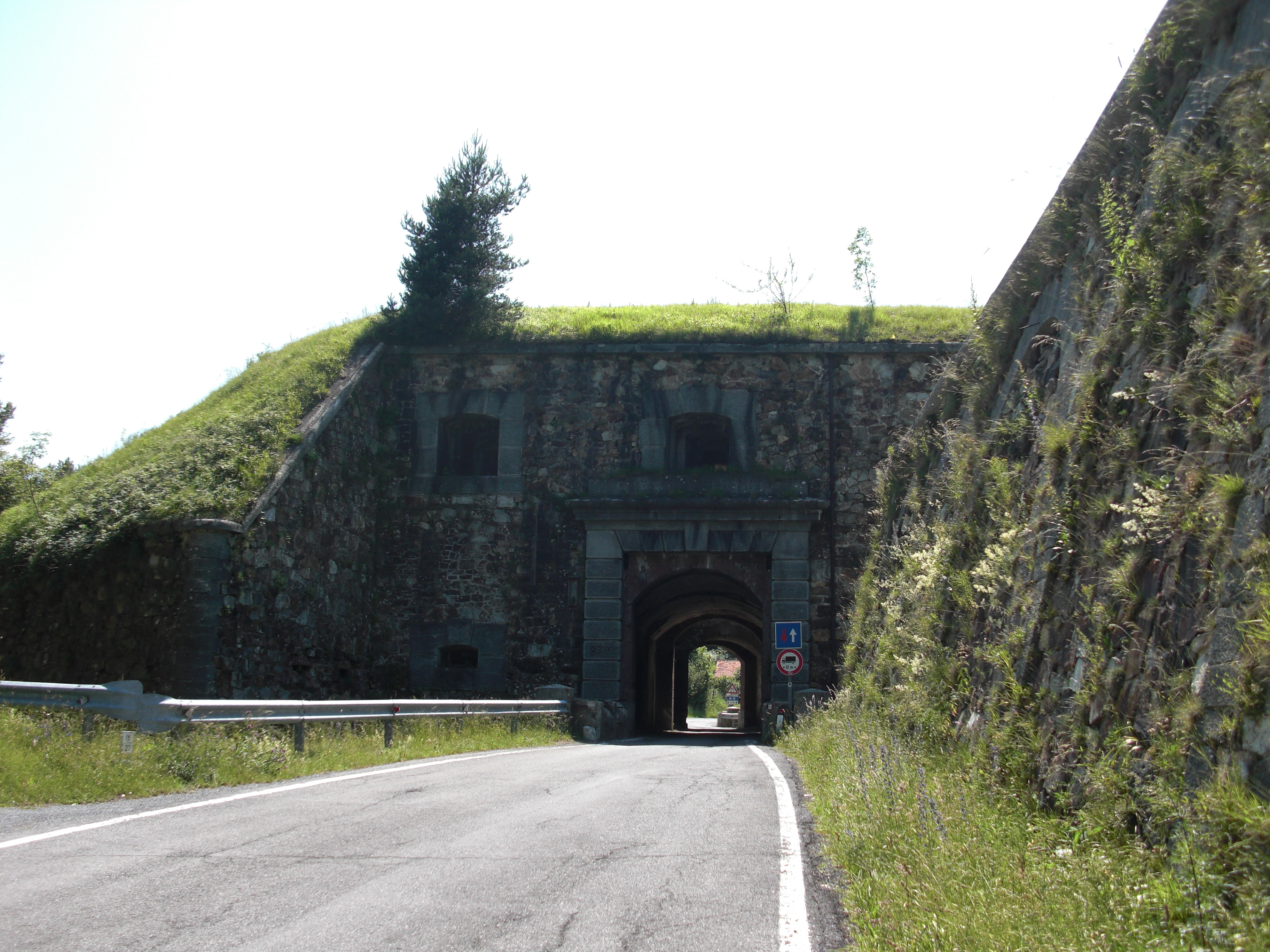
Il forte Centrale del Melogno attraversato dalla SP 490

- Castello di Calizzano. Edificato sull'altura che domina il sottostante borgo e lo snodo stradale, dell'antico edificio, costruito probabilmente da Enrico II Del Carretto nel XIII secolo, ne rimangono pochi resti dopo le distruzioni avvenute nel XV secolo e definitivamente in epoca napoleonica.
- All'estremo est del territorio comunale di Calizzano, e ai confini amministrativi settentrionali di Magliolo, domina il Colle del Melogno il cosiddetto "Sbarramento del Melogno" ubicato lungo la strada provinciale 490 del Colle del Melogno. Il sistema difensivo - consto dai forti Centrale del Melogno, Tortagna, Settepani e dalla batteria d'appoggio sul Bric Merizzo - fu voluto dal Regio Esercito per la difesa del Basso Piemonte e della catena appenninica ligure da eventuali attacchi terrestri dalla costa ligure; complessivamente il sito fu edificato in un periodo compreso tra il 1883 e il 1895.

### Aree naturali
Nel territorio comunale di Calizzano sono presenti e preservati tre siti di interesse comunitario, proposto dalla rete Natura 2000 della Liguria, per il suo particolare interesse naturale, faunistico e geologico. Il primo sito - condiviso con Massimino e Murialdo - è collocato nell'area boschiva del Bric Zerbi e zone adiacenti in cui insistono faggete e castagneti. Oltre ad alcune specie di orchidee, sono segnalate in questa area la calta palustre (Caltha palustris) e l'aquilegia scura (Aquilegia atrata). Tra le specie animali il pesce sanguinerola (Phoxinus phoxinus) e i rapaci sparviero (Accipiter nisus) e falco pecchiaiolo (Pernis apivorus).
Il secondo - condiviso con Bardineto, Boissano, Bormida, Castelvecchio di Rocca Barbena, Giustenice, Loano, Magliolo, Osiglia, Pietra Ligure, Rialto e Toirano - è collocato nell'area boschiva tra il monte Carmo di Loano e il monte Settepani in cui insistono foreste, praterie, versanti rupestri, cavità di interesse speleologico e formazioni carsiche; nella stessa area è presente la Foresta regionale della Borbottina. Oltre alle zone boschive comprensivi di faggi, pini silvestri e abeti bianchi, sono segnalate le presenze del rododendro, del ginepro nano del Bric Agnellino, la campanula di Savona (Campanula sabatia), la genziana ligure (Gentiana ligustica), le orchidee, la primula marginata (Primula marginata), lo zafferano ligure (Crocus ligusticus) e l'arnica montana (Arnica montana). Tra le specie animali il pesce sanguinerola (Phoxinus phoxinus) e il gambero di fiume (Austropotamobius pallipes); tra i mammiferi il gatto selvatico (Felis silvestris) e alcuni chirotteri del genere dei rinolofi (Rhinolophus ferrumequinum, Rhinolophus euryale, Rhinolophus hipposideros).
Il terzo sito, condiviso con il comune di Bardineto, interessa invece il versante ligure del Monte Spinarda.

### Patrimonio boschivo
Calizzano possiede l'albero più vecchio e alto del Savonese, provincia che già può vantarsi di detenere nel suo territorio ben 37 alberi monumentali, censiti dal Ministero delle politiche agricole alimentari e forestali. Si tratta di un faggio monumentale di ben 40,5 m in località Coletti e dell'albero più vecchio in località Rionero di ben 368 anni (anno 1654).

## Società

### Evoluzione demografica

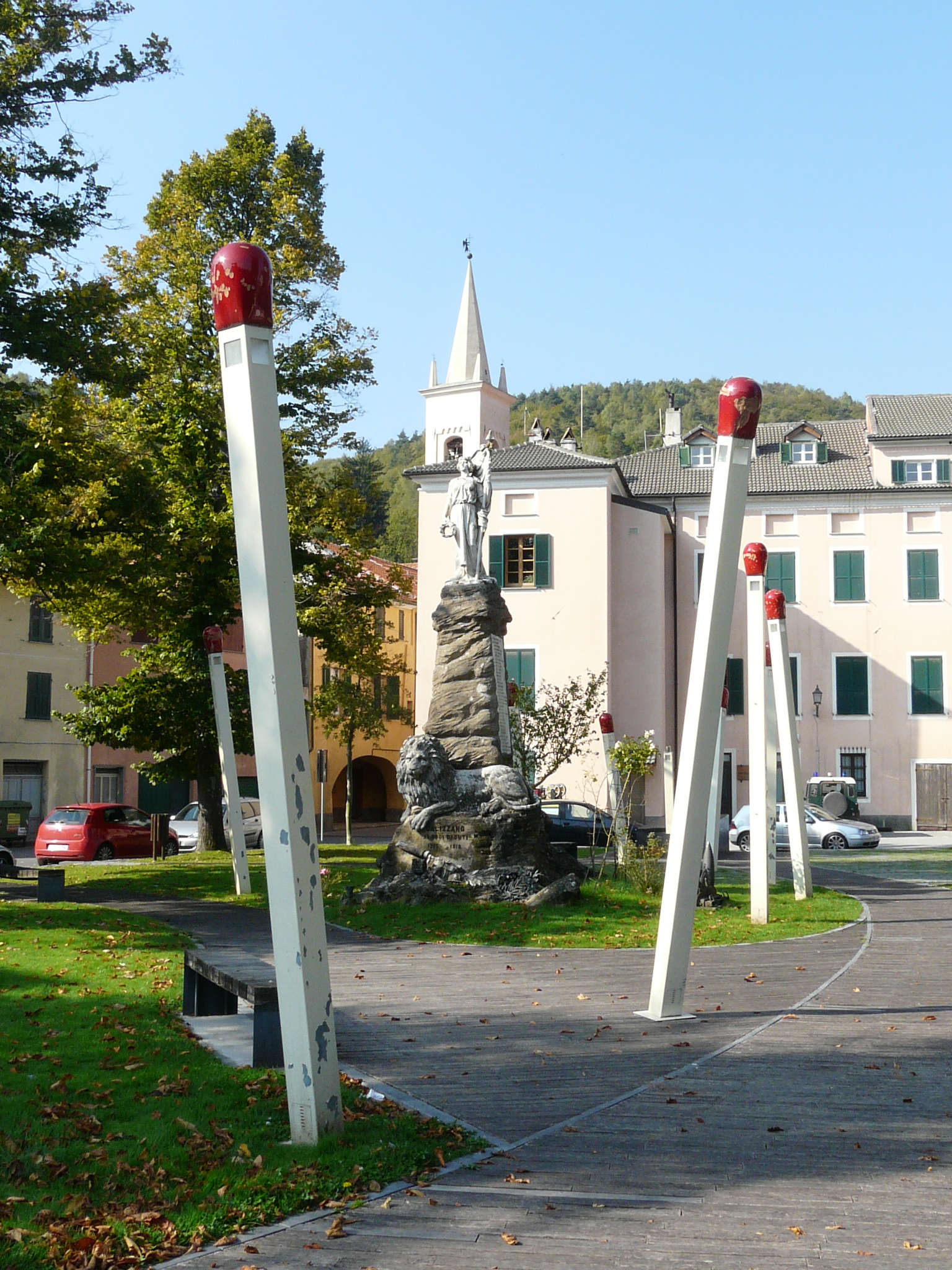
Il monumento ai caduti, sullo sfondo il campanile della parrocchiale.

Abitanti censiti

### Etnie e minoranze straniere
Secondo i dati Istat al 31 dicembre 2019, i cittadini stranieri residenti a Calizzano sono 105, così suddivisi per nazionalità, elencando per le presenze più significative:
1. Romania, 44
2. Albania, 21

## Cultura

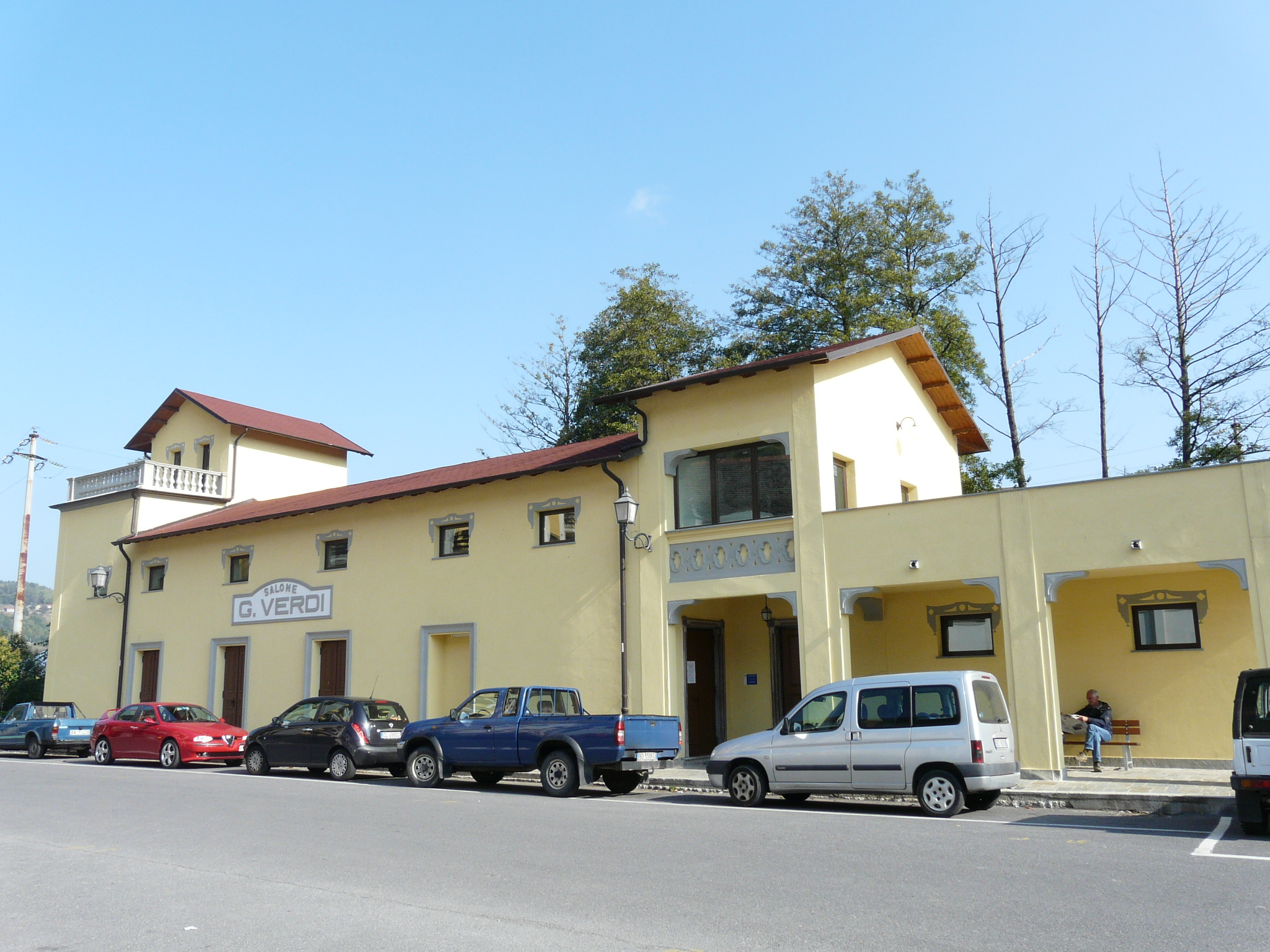
Il salone "Giuseppe Verdi"

### Musica
- Corpo bandistico musicale di Calizzano, fondato nel 1859.

## Geografia antropica
Il territorio comunale è formato, oltre che dal capoluogo Calizzano, anche dalle tre frazioni di Caragna, Mereta e Vetria e dalle diciannove regioni di Barbassiria, Bosco, Camporosso, Caragnetta, Carisciano, Durante, Ferriera Nuova, Frassino, Giaire, Granei, Marenchi, Maritani, Melogno, Miniera, Riini, Rio Nero, Tomaloni, Valle Superiore, Zerboraglia - storicamente riconosciute dallo statuto civico - per una superficie territoriale di 62,74 km².
Confina a nord con i comuni di Massimino, Murialdo e Osiglia, a sud con Bardineto e Magliolo, ad ovest con Massimino, Bagnasco, Priola e Garessio, ad est con Osiglia, Bormida, Rialto e Magliolo.

## Economia
Si basa principalmente sull'agricoltura e la silvicoltura con le sue rinomate e vaste zone boschive; sono presenti alcune segherie, il turismo è in continua crescita, rinomati i ristoranti e gli alberghi. Ottima la raccolta e la vendita delle castagne e dei funghi, questi ultimi sono un prodotto tipico di Calizzano che vanta per questo un'antica tradizione artigiana alimentare (funghi secchi e sottolio di altissima qualità in vendita nei negozi locali specializzati).

## Infrastrutture e trasporti

### Strade
Il centro di Calizzano è attraversato principalmente dalla strada provinciale 490 del Colle del Melogno che permette il collegamento stradale con Magliolo - ad est - e con Massimino (distante 16 km.) a nordovest. Ulteriori arterie viarie del territorio calizzanese sono la provinciale 51 per Murialdo (distante 13 km.) e Millesimo, (distante 23 km.), la provinciale 52 per Bardineto (che dista 6,9 km). 
Passando attraverso la frazione calizzanese Valle ci si collega alla provinciale 47 per Garessio, (distante 16 km.), che nel tratto piemontese assume la denominazione di SP 213. Calizzano dista 25 km. (SP 51) dal lago di Osiglia (27 km. da Osiglia paese) e 8,8 km. dal Colle del Melogno.
È allo studio in fase avanzata una tratta autostradale tra il comprensorio di Albenga e Carcare- Predosa (AL), che prevederebbe un'uscita a Calizzano.

## Amministrazione

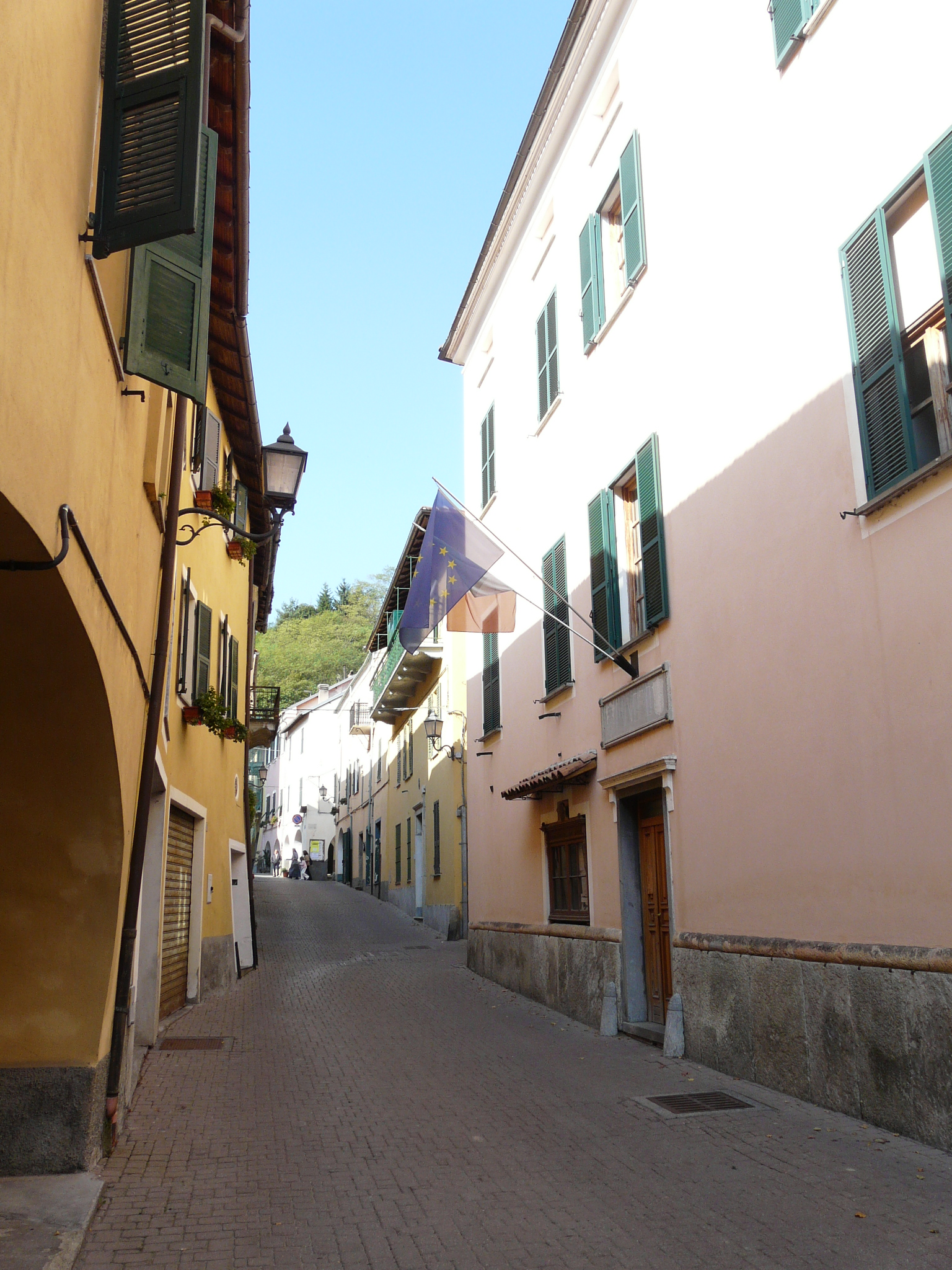
Il municipio

| Periodo        | Periodo        | Primo cittadino     | Partito                                                        | Carica      | Note   |
| -------------- | -------------- | ------------------- | -------------------------------------------------------------- | ----------- | ------ |
| 11 giugno 1985 | 22 maggio 1990 | Roberto Cannoniero  | Democrazia Cristiana                                           | Sindaco     |        |
| 22 maggio 1990 | 24 aprile 1995 | Franco Coppi        | lista civica                                                   | Sindaco     |        |
| 24 aprile 1995 | 14 giugno 1999 | Giuseppe Tabò       | Partito Socialista Italiano                                    | Sindaco     |        |
| 14 giugno 1999 | 25 giugno 2001 | Giuseppe Tabò       | Partito Socialista Italiano                                    | Sindaco     | [ 17 ] |
| 25 giugno 2001 | 28 maggio 2002 | Sergio Marta        |                                                                | Vicesindaco | [ 18 ] |
| 28 maggio 2002 | 29 maggio 2007 | Enrico Mozzoni      | lista civica                                                   | Sindaco     |        |
| 29 maggio 2007 | 7 maggio 2012  | Enrico Mozzoni      | Progetto per Calizzano (lista civica)                          | Sindaco     |        |
| 7 maggio 2012  | 12 giugno 2017 | Pierangelo Olivieri | Obiettivo comune per Calizzano (lista civica di centro-destra) | Sindaco     |        |
| 12 giugno 2017 | 13 giugno 2022 | Pierangelo Olivieri | Obiettivo comune per Calizzano (lista civica di centro-destra) | Sindaco     |        |
| 13 giugno 2022 | in carica      | Pierangelo Olivieri | Obiettivo comune per Calizzano (lista civica di centro-destra) | Sindaco     |        |